# PR-825
A PR-825 é uma rodovia de acesso, pertencente ao governo do Paraná, que liga a PR-364 à cidade de Campina do Simão, com extensão de 27,2 quilômetros, totalmente pavimentados. Esta rodovia foi denominada Rodovia Claúdio João Silvestri pela Lei Estadual nº 17.549, de 17/04/2013.